# Стрела (спутниковая система связи)
Стрела — серия низкоорбитальных спутников связи, разработанных и производимых НПО ПМ.

## История создания
Постановлением ЦК КПСС и Совета Министров СССР от 30 октября 1961 года ОКБ-586 (ныне ГКБ «Южное» им. М. К. Янгеля, г. Днепропетровск) было поручено создание экспериментальных космических систем специальной связи «Стрела» и «Пчела» для Министерства обороны СССР. Данные системы строились с использованием космических аппаратов, расположенных на случайных некорректируемых орбитах обеспечивающих радиозональное перекрытие всей земной поверхности.
Передача данных основывалась по принципу «почтового ящика»: абонент передавал сообщение на спутник связи в зоне видимости, который его сохранял в бортовом запоминающем устройстве, после чего в определенное время или по команде с Земли ретранслировал его принимающему абоненту. Основными пользователями системы были КГБ и ГРУ Генштаба ВС СССР, которые передавали по спутниковым каналам шифрограммы и оцифрованные изображения.
Космические аппараты разрабатывались на основе имеющейся на предприятии технологической оснастки. Корпус космических аппаратов состоял из двух полусфер радиусом 400 мм, на одной из них размещался выносной радиатор системы терморегулирования, а на другой — солнечная батарея кольцевого типа. Масса спутника составляла 75 кг. Космические аппараты планировалось выводить ракетой-носителем 65С3 группой по четыре спутника на круговые орбиты высотой 1500 км, срок активного существования космических аппаратов составлял: для "Стрела-1" 3-6 месяцев, для "Стрела-1М" 6-9 месяцев, для "Стрела-2" и "Стрела-2М" 6 месяцев, для "Стрела-3" 1 год.
В 1962 году работы по системам связи «Стрела» и «Пчела» были перенесены в ОКБ-10 (Железногорск). Проект был переработан, платформой для спутников стала КАУР-1, уже разработанная в ОКБ-10. Первые три прототипа, получившие наименование «Космос-38», «Космос-39» и «Космос-40», и снабжённые только радиопередатчиками, были запущены с космодрома Байконур 18 августа 1964 года. Следующие два прототипа, Космос-42 и Космос-43, были запущены через 4 дня, 22 августа с космодрома Капустин Яр.

## Стрела-1
Серийные космические аппараты «Стрела-1» запускались в 1965 году, группами по пять спутников. Два спутника, Космос-84 и Космос-90, были оснащены экспериментальными силовыми установками РИТЭГ. Полностью функционирующая орбитальная группировка насчитывала 24 спутника, всего было запущено 29 аппаратов (включая экспериментальные и 3 аппарата, потерянных из-за аварии ракеты-носителя Космос-3М 23 октября 1964 года).

## Стрела-2
Работы по проекту «Пчела» стали основой экспериментальных космических аппаратов «Стрела-2». Они выводились на орбиту высотой около 600 км. Из-за большой массы аппарата (около 800 кг) спутники выводились на орбиту по одному. Первый аппарат серии, получивший обозначение Космос-103, был запущен с космодрома Байконур 28 декабря 1965 года с помощью ракеты-носителя «Космос-1». Пуски «Стрелы-2» были неудачными — из 5 запусков только 3 спутника (Космос-103, Космос-151, Космос-236) достигли планируемой орбиты.

## Стрела-1М
По результатам тестирования сети спутников связи «Стрела-1» было принято решение развернуть более совершенную сеть, основанную на модернизированных спутниках «Стрела-1М». Развертывание началось 25 апреля 1970 года с запуска сразу восьми спутников (Космос-336, Космос-337, Космос-338, Космос-339, Космос-340, Космос-341, Космос-342, Космос-343). Спутники выводились на орбиту высотой около 1500 км и наклонением 74°. Из-за малого срока активной работы (до 6 месяцев) группировка постоянно пополнялась новыми спутниками примерно раз в полгода. В период с 1970 по 1992 год всего было запущено 368 аппаратов (включая 8 потерянных из-за аварии ракеты-носителя спутников 24 ноября 1982 года).
В отличие от сети спутников «Стрела-2М», по сети «Стрела-1М» передавалась только открытая информация.
После окончания эксплуатации платформа спутников «Стрела-1М» стала основой для серии любительских космических аппаратов «Можаец».

## Стрела-2М
Параллельно с развертыванием «Стрела-1М» было также решено развернуть сеть спутников «Стрела-2М», практически не отличавшихся от первоначальных прототипов. Аппараты выводились на орбиту высотой около 800 км и наклонением 74°. В период с 1970 по 1994 год всего было запущено 52 аппарата (включая 3 аппарата, потерянных из-за аварии ракеты-носителя «Космос-3М»).

## Стрела-3
«Стрела-3» была призвана заменить аппараты первого поколения «Стрела-1М» (группировка была заменена в 1992 году) и «Стрела-2М» (группировка была заменена в 1994 году). Орбитальная группировка должна была состоять из 12 аппаратов в двух орбитальных плоскостях, расположенных на 90° друг от друга. Первоначально вывод на орбиту обеспечивался ракетой-носителем «Циклон-3» (группой по 6 спутников). С 2002 года, в связи с завершением эксплуатации «Циклона-3» запуски спутников осуществлялись с помощью ракеты-носителя «Космос-3М» (группой по 2 спутника) и «Рокот» (группой до 3 спутников). Гражданской версией данного спутника является КА «Гонец-Д1», впервые запущенный в 1996 году.

## Стрела-3М / Родник
«Стрела-3М» (или «Родник», гражданская версия — Гонец-Д1М) является дальнейшим развитием космического аппарата «Стрела-3». Первый запуск одновременно гражданской и военной версии спутника был осуществлён 21 декабря 2005 года. Военный спутник получил обозначение «Космос-2416», гражданский — «Гонец-М» № 11Л.

## КА серии «Стрела»
Серия включает в себя:
| Тип КА                  | 11Ф610 «Стрела-1»  | 11Ф611 «Стрела-2»  | 11Ф625 «Стрела-1М» | 11Ф626 «Стрела-2М» | 17Ф13 «Стрела-3»              | 14Ф132 «Стрела-3М» |
| ----------------------- | ------------------ | ------------------ | ------------------ | ------------------ | ----------------------------- | ------------------ |
| Шифр ОКР                | «Стрела»           | «Пчела»            | «Светоч»           | «Форпост»          |                               | «Родник»           |
| Начало летных испытаний | 22.08.1964         | 1965               | 25.04.1970         | 27.06.1970         | 15.01.1985                    | 23.05.2008         |
| Тип формируемых услуг   | персональная связь | персональная связь | персональная связь | персональная связь | персональная связь            | персональная связь |
| Орбита                  | низкая круговая    | низкая круговая    | низкая круговая    | низкая круговая    | низкая круговая               | низкая круговая    |
| Стартовая масса         | 50 кг              |                    | 90 кг              | 850 кг             | 225 кг                        | 280 кг             |
| Мощность СЭП            | 15 Вт              |                    | 9 Вт               | 150 Вт             | 50 Вт                         |                    |
| Средство выведения      | Космос             |                    | Космос-3М          | Космос             | Космос-3М, Рокот/РБ «Бриз-КМ» | Рокот/РБ «Бриз-КМ» |
| Расчетный срок службы   | 3 месяца           |                    | 6 месяцев          | 6 месяцев          | 1 год                         | 5 лет              |